# Kazimira Prunskienė
Kazimiera (Kazimira) Danutė Prunskienė (ur. 26 lutego 1943 w miejscowości Vasiuliškė w rejonie święciańskim) – litewska polityk, ekonomistka, posłanka na Sejm, w latach 1990–1991 premier Litwy (jako pierwsza osoba na tej funkcji po odzyskaniu niepodległości), od 2004 do 2008 minister rolnictwa w rządach Algirdasa Brazauskasa i Gediminasa Kirkilasa.

## Życiorys

### Działalność zawodowa i naukowa
W 1965 ukończyła z wyróżnieniem studia ekonomiczne na Uniwersytecie Wileńskim. W 1971 uzyskała stopień kandydata, a w 1986 stopień doktora nauk ekonomicznych. W 1995 została profesorem. W latach 1964–1965 była zatrudniona jako ekonomistka w wileńskim kombinacie budownictwa mieszkaniowego.
Od ukończenia studiów do 1985 pracowała jako wykładowca, w tym od 1978 na stanowisku docenta na wydziale ekonomiki przemysłu Uniwersytetu Wileńskiego. Od 1985 była wicedyrektorem ds. naukowych w Litewskim Instytucie Ekonomiki Rolnictwa, a w latach 1988–1989 rektorem instytutu kształcącego kadry specjalistyczne i ekonomiczne na potrzeby gospodarki narodowej. W latach 80. współpracowała z uczelniami węgierskimi i zachodnioniemieckimi. Od 1982 do 1983 była stypendystką Fundacji im. Alexandra von Humboldta. W latach 1993–1996 kierowała prywatną firmą doradczą, później do 2001 była profesorem na Wileńskim Uniwersytecie Technicznym im. Giedymina.

### Działalność polityczna
Na przełomie lat 80. i 90. należała do przywódców Sąjūdisu, litewskiego ruchu propagującego reformy polityczne. Od 1989 pełniła funkcję wicepremiera Litewskiej SRR. W tym samym roku została wybrana delegatem na Zjazd Deputowanych Ludowych Związku Socjalistycznych Republik Radzieckich. Rok później uzyskała mandat deputowanej do Rady Najwyższej Litewskiej SRR. 11 marca 1990 złożyła swój podpis pod Aktem Przywrócenia Państwa Litewskiego.
Od 17 marca 1990 do 10 stycznia 1991 sprawowała urząd premiera Litwy, pierwszego po odzyskaniu niepodległości. Stojąc na czele rządu, prezentowała postawę zachowawczą, współpracowała z postkomunistami z LDDP Algirdasa Brazauskasa, co przyczyniło się do rozłamu w Sąjūdisie. Jednocześnie odbyła szereg podróży zagranicznych, przekonując do uznania niepodległości Litwy. Podała się do dymisji w obliczu kryzysu gospodarczego związanego z embargiem nałożonym przez Michaiła Gorbaczowa i decyzją jej gabinetu o uwolnieniu cen, a także w przededniu radzieckiej interwencji.
W tym samym roku ujawniono dokumenty mające wskazywać, iż była agentem KGB. Kilka lat później decyzję uznającą ją za współpracownika tej służby wydał sąd okręgu wileńskiego, nakazując zamieszczanie tej informacji w jej wyborczych materiałach. Rozstrzygnięcie to uchylił w 2004 litewski Sąd Najwyższy, który stwierdził, że brak jest dowodów jej współpracy z KGB. W tym okresie okazało się, że zaginęły obciążające ją archiwalne dokumenty, a podstawowy świadek oskarżenia odwołał swoje zeznania.
W Sejmie zasiadała do 1992. Trzy lata później założyła Litewską Partię Kobiet, z ramienia której w 1996 powróciła do parlamentu. Pracowała w komisji gospodarki oraz przewodniczyła poselskiej frakcji niezrzeszonych. W latach 1997–1999 była radną rejonu malackiego.
W 2000 odnowiła mandat deputowanej jako kandydatka Partii Nowej Demokracji (powstałej na bazie LMP), wchodzącej w skład koalicji socjaldemokratycznej. Zasiadała w komisjach gospodarki oraz spraw europejskich, kierowała frakcją Związku Partii Chłopskiej i Nowej Demokracji, a także komisją ds. regionu Ignalińskiej Elektrowni Jądrowej. W 2001 stanęła na czele federacji jej ugrupowania i Partii Chłopskiej. Jako jeden z nielicznych znanych polityków broniła prezydenta Rolandasa Paksasa. W 2004 brała udział w wyborach prezydenckich, w których w drugiej turze uzyskała 47,4% głosów, przegrywając w drugiej turze z Valdasem Adamkusem. W tym samym roku została wybrana do Parlamentu Europejskiego, zrezygnowała jednak z objęcia mandatu.
W wyborach krajowych w 2004 po raz czwarty weszła do Sejmu jako kandydatka Związku Partii Chłopskiej i Nowej Demokracji. Zasiadała w komisjach rozwoju społeczeństwa informacyjnego, spraw zagranicznych i ds. regionu Ignalińskiej Elektrowni Jądrowej. Od 2005 kierowała jednolitą partią – Litewskim Ludowym Związkiem Chłopskim. 14 grudnia 2004 została ministrem rolnictwa w rządzie Algirdasa Brazauskasa, a w lipcu 2006 objęła ten sam urząd w gabinecie Gediminasa Kirkilasa. W wyborach parlamentarnych w 2008 bez powodzenia ubiegała się o reelekcję. Jej ugrupowanie nie przekroczyło progu wyborczego, natomiast w okręgu większościowym Malaty-Święciany przeszła do drugiej tury, w której pokonał ją przedstawiciel Związku Ojczyzny Valentinas Stundys. 9 grudnia tego samego roku zakończyła urzędowanie na stanowisku ministra.
W 2009 ponownie ubiegała się o urząd prezydenta, w pierwszej turze otrzymała 3,9% głosów ważnych. W grudniu tegoż roku stanęła na czele nowo utworzonej Litewskiej Partii Ludowej, założonej przez byłych polityków LVLS. W 2012 przeszła udar mózgu, w związku z czym zmuszona była ograniczyć działalność publiczną. W 2014 ustąpiła ze stanowiska przewodniczącej partii.

## Działalność społeczna
Zasiadała i przewodniczyła różnym organizacjom pozarządowym i społecznym. W 1992 objęła funkcję przewodniczącej Stowarzyszenia Kobiet Litwy, od 2001 przewodniczyła litewskiemu stowarzyszeniu piłki nożnej kobiet, a w latach 2002–2005 była przewodniczącą litewskiego oddziału UNICEF-u.

## Odznaczenia
- Krzyż Wielki Komandorski Orderu Wielkiego Księcia Giedymina (Litwa, 2000)[7]
- Medal Niepodległości Litwy (Litwa, 2000)[7]
- Wielki Krzyż Zasługi z Gwiazdą Orderu Zasługi Republiki Federalnej Niemiec (Niemcy, 2001)